# Chelonus popovi
Chelonus popovi är en stekelart som beskrevs av Vladimir Ivanovich Tobias 1966. Chelonus popovi ingår i släktet Chelonus och familjen bracksteklar. Inga underarter finns listade i Catalogue of Life.